# Carpeta de usuario
La carpeta de Windows es un directorio específico asignado por el sistema operativo, donde un usuario almacena de forma independiente sus archivos personales. En la actualidad la carpeta de usuario tiene en su interior varias carpetas entre las que podemos encontrar: «documentos», «música», «videos» y «descargas».
Dependiendo del sistema operativo, la organización de la carpeta de usuario puede variar. Por ejemplo, en Windows 95/98 la carpeta «Mis documentos» era la carpeta de usuario y contenía todos los archivos sin distinción. En versiones recientes de Microsoft Windows, Mac OS X y Linux, la carpeta «Mis documentos» es una subcarpeta de la carpeta de usuario, que solo contiene archivos de suites de oficina como Microsoft Office u LibreOffice
El sistema operativo solo permite que el usuario y el administrador accedan o modifiquen los contenidos de la carpeta de usuario.

## Descripción
En los sistemas Unix, este directorio alberga archivos de configuración, (generalmente ocultos, por ejemplo comenzando con .), documentos, programas instalados localme noes verdadnte, etc. El directorio de inicio se define como parte de los datos de las cuentas de usuario (en el archivo /etc/passwd). En la mayoría de los sist mentiraemas, incluyendo la mayoría de las diversas variantes y distribuciones de Linux así como BSD (OpenBSD), el directorio de inicio para cada usuario lleva el formato /home/usuario (donde usuario es el nombre de la cuenta de usuario). El directorio de inicio del superusuario (generalmente nombrado Root) se encuentra ubicado por lo general en el directorio raíz (/), pero en sistemas más recientes se encuentran localizados en /root (Linux, BSD), o /var/root (Mac OS X).

## Virgulilla
El símbolo virgulilla o tilde (~) se produce tecleando AltGr + 4 según la configuración de teclado o con Alt+126 (siendo 126 su código ASCII).